# 1936年のスポーツ

## できごと
- 1月31日 - 大相撲の男女ノ川登三、横綱免許
- 2月5日 - 全日本職業野球連盟結成
- 2月6日～16日 - 第4回ガルミッシュ＝パルテンキルヒェンオリンピック開催
- 2月9日 - 日本初のプロ同士の野球試合、東京巨人対名古屋金鯱戦開催
- 7月11日 - 全国実業専門学校野球連盟結成
- 7月19日 - スペイン・フランコ政権により、人民オリンピアード禁止される
- 7月20日 - ベルリンオリンピック聖火リレー始まる
- 7月31日 - 第12回夏季オリンピックの開催地が東京に決定する
- 8月1日～16日 - 第11回ベルリンオリンピック開催
  - 8月11日 - 前畑秀子、日本女子初の金メダル獲得
  - 8月25日 - 東亜日報日章旗抹消事件
- 9月25日 - 沢村栄治、日本プロ野球初のノーヒット・ノーラン達成
- 11月23日～24日 - 第1回全国大学・高専体操選手権を開催、慶應義塾大学が優勝
- 12月11日 - 巨人軍が日本プロ野球の初優勝

## 総合競技大会
- 第4回ガルミッシュ・パルテンキルヒェンオリンピック（2月6日～16日）

| 第4回ガルミッシュ・パルテンキルヒェンオリンピック | 第4回ガルミッシュ・パルテンキルヒェンオリンピック | 第4回ガルミッシュ・パルテンキルヒェンオリンピック | 第4回ガルミッシュ・パルテンキルヒェンオリンピック | 第4回ガルミッシュ・パルテンキルヒェンオリンピック | 第4回ガルミッシュ・パルテンキルヒェンオリンピック |
| 順位                                              | 国・地域名                                        | 金                                                | 銀                                                | 銅                                                | 計                                                |
| ------------------------------------------------- | ------------------------------------------------- | ------------------------------------------------- | ------------------------------------------------- | ------------------------------------------------- | ------------------------------------------------- |
| 1                                                 | ノルウェー                                        | 7                                                 | 5                                                 | 3                                                 | 15                                                |
| 2                                                 | ドイツ国                                          | 3                                                 | 3                                                 | 0                                                 | 6                                                 |
| 3                                                 | スウェーデン                                      | 2                                                 | 2                                                 | 3                                                 | 7                                                 |
| 4                                                 | フィンランド                                      | 1                                                 | 2                                                 | 3                                                 | 6                                                 |
| 5                                                 | スイス                                            | 1                                                 | 2                                                 | 0                                                 | 3                                                 |
| 6                                                 | オーストリア                                      | 1                                                 | 1                                                 | 2                                                 | 4                                                 |
| 7                                                 | ブルガリア王国                                    | 1                                                 | 1                                                 | 1                                                 | 3                                                 |
| 8                                                 | アメリカ合衆国                                    | 1                                                 | 0                                                 | 3                                                 | 4                                                 |
| 9                                                 | カナダ                                            | 0                                                 | 1                                                 | 0                                                 | 1                                                 |
| 10                                                | フランス                                          | 0                                                 | 0                                                 | 1                                                 | 1                                                 |
| 10                                                | ハンガリー王国                                    | 0                                                 | 0                                                 | 1                                                 | 1                                                 |
|                                                   |                                                   | 17                                                | 17                                                | 17                                                | 51                                                |

- 第11回ベルリンオリンピック（8月1日～16日）

| 第11回ベルリンオリンピック       | 第11回ベルリンオリンピック | 第11回ベルリンオリンピック | 第11回ベルリンオリンピック | 第11回ベルリンオリンピック | 第11回ベルリンオリンピック |
| 順位                             | 国・地域名                 | 金                         | 銀                         | 銅                         | 計                         |
| -------------------------------- | -------------------------- | -------------------------- | -------------------------- | -------------------------- | -------------------------- |
| 1                                | ドイツ国                   | 33                         | 26                         | 30                         | 89                         |
| 2                                | アメリカ合衆国             | 24                         | 20                         | 12                         | 56                         |
| 3                                | ハンガリー王国             | 10                         | 1                          | 5                          | 16                         |
| 4                                | イタリア王国               | 8                          | 9                          | 5                          | 22                         |
| 5                                | フィンランド               | 7                          | 6                          | 6                          | 19                         |
| 5                                | フランス                   | 7                          | 6                          | 6                          | 19                         |
| 7                                | スウェーデン               | 6                          | 5                          | 9                          | 20                         |
| 8                                | 日本                       | 6                          | 4                          | 8                          | 18                         |
| 9                                | オランダ                   | 6                          | 4                          | 7                          | 17                         |
| 10                               | イギリス                   | 4                          | 7                          | 3                          | 14                         |
| 詳細はベルリンオリンピックを参照 |                            |                            |                            |                            |                            |

- 第8回明治神宮体育大会（冬季氷上競技 - 1月31日～2月2日、冬季スキー - 2月9日～12日）

## アイスホッケー
- スタンレーカップ決勝（1935-1936シーズン）
デトロイト・レッドウィングス （3勝1敗） トロント・メープルリーフス

## アメリカンフットボール
- NFLチャンピオンシップゲーム（12月13日）
グリーンベイ・パッカーズ（西地区） 21-6 ボストン・レッドスキンズ（東地区）

## 大相撲
幕内最高優勝
- 春（1月10日初日、両国国技館）:東横綱 玉錦三右衛門（11戦全勝）
- 夏（5月14日初日、両国国技館）:西関脇 双葉山定兵衛（11戦全勝）

十両優勝
- 春:大浪妙博（10勝1敗）
- 夏:前田山英五郎（10勝1敗）

できごと
- 春場所全勝優勝した横綱玉錦は、夏場所も8日目まで全勝を続け、連勝を27まで伸ばしたが、9日目に全勝同士の対戦で新鋭双葉山に敗れた。
- 一方、双葉山は、春場所7日目から連勝を続け、夏場所終了段階で16連勝とした。（これが69連勝までつながる）
- 春場所後、男女ノ川登三が横綱昇進、夏場所後には双葉山・鏡岩善四郎が大関昇進を決め、上位陣も充実してきた。

## ゴルフ

### 世界4大大会（男子）
- マスターズ優勝者：ホートン・スミス（アメリカ）
- 全米オープン優勝者：トニー・マネロ（アメリカ）
- 全英オープン優勝者：アルフ・パジャム（イギリス）
- 全米プロゴルフ優勝者：デニー・シュート（アメリカ）

## 自転車競技

### ロードレース
- 第24回ジロ・デ・イタリア
総合優勝：ジーノ・バルタリ（イタリア）
- 第30回ツール・ド・フランス
総合優勝：シルベール・マエス（ベルギー）

## テニス

### グランドスラム
- 全豪選手権　男子単優勝：エイドリアン・クイスト（オーストラリア）、女子単優勝：ジョーン・ハーティガン（オーストラリア）
- 全仏選手権　男子単優勝：ゴットフリート・フォン・クラム（ドイツ）、女子単優勝：ヒルデ・スパーリング（ドイツ）
- ウィンブルドン　男子単優勝：フレッド・ペリー（イギリス）、女子単優勝：ヘレン・ジェイコブス（アメリカ）
- 全米選手権　男子単優勝：フレッド・ペリー（イギリス）、女子単優勝：アリス・マーブル（アメリカ）

ウィンブルドン選手権の男子シングルスでは、フレッド・ペリーのこの優勝を最後に地元イギリス人選手の優勝はない。

## 野球

### 日本

#### プロ野球
- この年からプロ野球が開催される。当時は「職業野球」と呼ばれていた。
  - 春優勝　決定せず
  - 夏優勝　決定せず
  - 秋優勝　東京巨人軍　18勝9敗
    - 個人タイトル
      - 首位打者　　　中根之（名古屋）．376　　
      - 本塁打王　　　古谷倉之助（金鯱）2本
      - 　　　　　　　　　山下実（阪急）
      - 　　　　　　　　　藤村富美男（タイガース）
      - 打点王　　　　　古谷倉之助（金鯱）23点　　　　　
      - 盗塁王　　　　苅田久徳（セネタース）16個
      - 最多安打　　　藤井勇（タイガース）40本
      - 最優秀防御率　景浦將（タイガース）0.79
      - 最多勝利　　　沢村栄治（巨人）13勝
      - 最多奪三振　　内藤幸三（金鯱）139個
      - 最高勝率　　　　景浦将（タイガース）1.000

#### 東京大学野球
- 春 - 早大野球部は米国遠征のため不参加。明大が7勝1敗で優勝。
- 秋 - 早大が7勝2敗1分で優勝。

#### 中等学校野球
- 第13回選抜中等学校野球大会決勝（阪神甲子園球場・4月5日）
愛知商業（愛知県） 2-1 桐生中学（群馬県）
- 第22回全国中等学校優勝野球大会決勝（阪神甲子園球場・8月20日）
岐阜商業（岐阜県） 9-1 平安中学（京都府）

### アメリカ大リーグ
- ワールドシリーズ
ニューヨーク・ヤンキース（ア・リーグ） （4勝2敗） ニューヨーク・ジャイアンツ（ナ・リーグ）

## 誕生
- 1月6日 - 古川勝（和歌山県、水泳、+1993年）
- 1月14日 - ライナー・クリンケ（ドイツ、馬術）
- 1月14日 - 毒島章一（群馬県、野球）
- 2月4日 - 小野清子（宮城県、体操）
- 2月17日 - ジム・ブラウン（アメリカ、アメリカンフットボール）
- 2月20日 - 長嶋茂雄（千葉県、野球）
- 3月2日 - 近藤和彦（大阪府、野球、+2002年）
- 3月4日 - ジム・クラーク（イギリス、レーシングドライバー、+1968年）
- 3月20日 - 蒲池猛夫（旧満州、射撃）
- 4月11日 - 田中尊（香川県、野球、+2005年）
- 4月22日 - 古葉竹識（熊本県、野球）
- 4月25日 - レオネル・サンチェス（チリ、サッカー）
- 4月28日 - 中利夫（群馬県、野球）
- 8月8日 - フランク・ハワード（アメリカ、野球）
- 8月21日 - ウィルト・チェンバレン（アメリカ、バスケットボール、+1999年）
- 8月27日 - 広瀬叔功（広島県、野球）
- 9月19日 - アル・オーター（アメリカ、陸上競技、+2007年）
- 11月3日 - ロイ・エマーソン（オーストラリア、テニス）
- 11月5日 - ウーベ・ゼーラー（ドイツ、サッカー）
- 12月3日 - 川淵三郎（大阪府、サッカー）
- 12月5日 - 榎本喜八（東京都、野球）
- 12月10日 - 村山実（兵庫県、野球、+1998年）
- 12月12日 - イオランダ・バラシュ（ルーマニア、陸上競技）
- 12月22日 - 神永昭夫（宮城県、柔道、+1993年）

## 死去
- 10月6日 - ロドニー・ヒース（オーストラリア、テニス、*1884年）